# Зієд Аєт Ікрам
Зієд Аєт Ікрам (араб. زيد أيت أكرام; нар. 18 грудня 1988, місто Туніс, Туніс) — туніський і марокканський борець греко-римського стилю, бронзовий призер та восьмиразовий чемпіонат Африки, срібний призер Всеафриканських ігор, учасник двох Олімпійських ігор.

## Біографія
Боротьбою почав займатися з 2003 року. У 2006 році став чемпіоном Африки серед юніорів. До 2014 року виступав за збірну Тунісу. З 2015 року захищає кольори збірної Марокко.

## Спортивні результати на міжнародних змаганнях

### Виступи на Олімпіадах
| Змагання                    | Збірна  | Вагова категорія | Місце |
| --------------------------- | ------- | ---------------- | ----- |
| Літні Олімпійські ігри 2012 | Туніс   | 74 кг            | 17    |
| Літні Олімпійські ігри 2016 | Марокко | 75 кг            | 19    |

### Виступи на Чемпіонатах світу
| Змагання                        | Збірна  | Вагова категорія | Місце |
| ------------------------------- | ------- | ---------------- | ----- |
| Чемпіонат світу з боротьби 2007 | Туніс   | 74 кг            | 29    |
| Чемпіонат світу з боротьби 2011 | Туніс   | 74 кг            | 18    |
| Чемпіонат світу з боротьби 2015 | Марокко | 80 кг            | 23    |

### Виступи на Чемпіонатах Африки
| Змагання                         | Збірна  | Вагова категорія | Місце  |
| -------------------------------- | ------- | ---------------- | ------ |
| Чемпіонат Африки з боротьби 2007 | Туніс   | 74 кг            | Золото |
| Чемпіонат Африки з боротьби 2008 | Туніс   | 74 кг            | Бронза |
| Чемпіонат Африки з боротьби 2009 | Туніс   | 74 кг            | Золото |
| Чемпіонат Африки з боротьби 2010 | Туніс   | 74 кг            | Золото |
| Чемпіонат Африки з боротьби 2011 | Туніс   | 74 кг            | Золото |
| Чемпіонат Африки з боротьби 2012 | Туніс   | 74 кг            | Золото |
| Чемпіонат Африки з боротьби 2013 | Туніс   | 74 кг            | Золото |
| Чемпіонат Африки з боротьби 2014 | Туніс   | 75 кг            | Золото |
| Чемпіонат Африки з боротьби 2015 | Марокко | 75 кг            | Золото |

### Виступи на Всеафриканських іграх
| Змагання                 | Збірна | Вагова категорія | Місце  |
| ------------------------ | ------ | ---------------- | ------ |
| Всеафриканські ігри 2007 | Туніс  | 74 кг            | Срібло |

### Виступи на інших змаганнях
| Змагання                                                                      | Збірна  | Вагова категорія | Місце  |
| ----------------------------------------------------------------------------- | ------- | ---------------- | ------ |
| Середземноморські ігри 2009                                                   | Туніс   | 74 кг            | 7      |
| Турнір Дана Колова — Николи Петрова 2010                                      | Туніс   | 74 кг            | Бронза |
| Турнір Дана Колова — Николи Петрова 2011                                      | Туніс   | 74 кг            | 8      |
| Арабські ігри 2011                                                            | Туніс   | 74 кг            | Золото |
| Золотий Гран-прі з боротьби 2012                                              | Туніс   | 74 кг            | 5      |
| Олімпійський кваліфікаційний турнір з греко-римської боротьби 2012 (Марракеш) | Туніс   | 74 кг            | Золото |
| Кубок Владислава Пітласинські 2012                                            | Туніс   | 74 кг            | 11     |
| Гран-прі Іспанії з боротьби 2012                                              | Туніс   | 84 кг            | Бронза |
| Турнір Вехбі Емре 2013                                                        | Туніс   | 74 кг            | 8      |
| Середземноморські ігри 2013                                                   | Туніс   | 74 кг            | 5      |
| Турнір Дана Колова — Николи Петрова 2014                                      | Туніс   | 75 кг            | 5      |
| Гран-прі Німеччини з боротьби 2015                                            | Марокко | 75 кг            | 5      |
| Гран-прі FILA 2015                                                            | Марокко | 75 кг            | 18     |
| Турнір Вехбі Емре 2015                                                        | Марокко | 75 кг            | 12     |
| Арабський чемпіонат з боротьби 2015                                           | Марокко | 80 кг            | Срібло |
| Клубний чемпіонат світу 2015                                                  | Марокко | команда          | 12     |
| Кубок Тахті 2016                                                              | Марокко | 75 кг            | 5      |
| Олімпійський кваліфікаційний турнір з греко-римської боротьби 2016 (Алжир)    | Марокко | 75 кг            | Золото |
| Кубок Владислава Пітласинські 2016                                            | Марокко | 75 кг            | 5      |